# Fecha FIFA de septiembre de 2015
La Fecha FIFA de septiembre de 2015 es una doble jornada de partidos de selecciones de fútbol masculino que se disputará a principios de septiembre de 2015.
Además de partidos amistosos, la fecha se utilizará para partidos de clasificación para la Copa Mundial de Fútbol de 2018 y de clasificación para la Eurocopa 2016.

## Amistosos
| 4 de septiembre | México                                 | 3:3 (1:2) | Trinidad y Tobago                   | Rio Tinto Stadium, San Luis                               |                                                           |
|                 | Esquivel 41' · Cyrus 56' · Herrera 85' |           | Glenn 6' · Cummings 38' · Jones 69' | Asistencia: 35 000 espectadores Árbitro(s): Adrian Skeete | Asistencia: 35 000 espectadores Árbitro(s): Adrian Skeete |

| 4 de septiembre | Panamá | 0:1 (0:0) | Uruguay    | Estadio Rommel Fernández, Ciudad de Panamá                   |                                                              |
|                 |        |           | Stuani 82' | Asistencia: 29 546 espectadores Árbitro(s): Jonathan Polanco | Asistencia: 29 546 espectadores Árbitro(s): Jonathan Polanco |

| 4 de septiembre | Venezuela | 0:3 (0:0) | Honduras                                  | Estadio Cachamay, Ciudad Guayana                          |                                                           |
|                 |           |           | Andino 55' · Castillo 73' · Izaguirre 85' | Asistencia: 2 000 espectadores Árbitro(s): Jorge Buitrago | Asistencia: 2 000 espectadores Árbitro(s): Jorge Buitrago |

| 4 de septiembre | Estados Unidos   | 2:1 (0:1) | Perú       | RFK Memorial Stadium, Washington D. C. |                                        |
|                 | Altidore 60' 68' |           | Chávez 20' | Árbitro(s): Francisco Chacón Gutiérrez | Árbitro(s): Francisco Chacón Gutiérrez |

| 4 de septiembre | Argentina                                              | 7:0 (3:0) | Bolivia | BBVA Compass Stadium, Houston |                         |
|                 | Lavezzi 6' 41' Agüero 34' 59' Messi 67' 75' Correa 84' |           |         | Árbitro(s): César Ramos       | Árbitro(s): César Ramos |

| 4 de septiembre | Portugal | 0:1 (0:0) | Francia      | Estadio José Alvalade, Lisboa                              |                                                            |
|                 |          | Reporte   | Valbuena 85' | Asistencia: 39 853 espectadores Árbitro(s): Danny Makkelie | Asistencia: 39 853 espectadores Árbitro(s): Danny Makkelie |

| 5 de septiembre | Chile                      | 3:2 (1:0) | Paraguay            | Estadio Nacional, Santiago |  |
|                 | Gutiérrez 7,63 .Sanchez,82 |           | Fabro 50,Benítez 51 |                            |  |

| 5 de septiembre | Costa Rica | 0:1 (0:1) | Brasil  | Red Bull Arena, Harrison |  |
|                 |            |           | 10 Hulk |                          |  |

| 7 de septiembre | Francia        | 2:1 (2:1) | Serbia         | Stade Bordeaux-Atlantique, Burdeos |  |
|                 | Matuidi 9' 20' |           | Mitrtrovic 39' |                                    |  |

| 8 de septiembre | Argentina | 2:2 (1:2) | México | AT&T Stadium, Arlington |  |

| 8 de septiembre | Venezuela | 1:1 (1:1) | Panamá | Estadio Cachamay, Ciudad Guayana |  |

| 8 de septiembre | Colombia | 1:1 (1:0) | Perú | Red Bull Arena, Harrison |  |

| 8 de septiembre | Costa Rica | 1:0 (0:0) | Uruguay | Estadio Nacional, San José |  |

| 8 de septiembre | Ecuador | 2:0 (2:0) | Honduras | Estadio Olímpico Atahualpa, Quito |  |

| 8 de septiembre | Estados Unidos | 1:4 (0:2) | Brasil | Gillette Stadium, Foxborough |  |